# بورس انرژی ایران
بورس انرژی ایران، (به انگلیسی: Iran Energy Exchange) یکی از بازارهای بورس ایران است که به منظور انجام معاملات حامل‌های انرژی و اوراق بهادار مبتنی بر آن‌ها با مجوز شورای عالی بورس و اوراق بهادار و فراهم آوردن دسترسی غیر تبعیض‌آمیز و منصفانه اعضاء به بسترهای معاملاتی، همکاری و هماهنگی نهادهای متولی بازارهای انرژی به عنوان یکی از چهار بورس رسمی ایران و تحت نظارت سازمان بورس و اوراق بهادار در ۱۷ تیرماه ۱۳۹۱ تأسیس شد. این بخش از وزارت صنعت، معدن و تجارت، وزارت نفت، وزارت نیرو و شرکت‌های صنعت انرژی (از جمله شرکت پالایش و پخش فرآورده‌های نفتی و شرکت مدیریت منابع آب ایران) تشکیل شده است.‏

## تاریخچه
در پی لزوم ایجاد بازار جدید معاملاتی در بخش صنعت برق و برای جلوگیری از تعدد بازارها در بخش انرژی، با ادغام بورس نفت ایران با بورس جدیدالتاسیس بخش برق، شرکت بورس انرژی ایران به عنوان چهارمین رکن بازار سرمایه در ۱۷ تیرماه ۱۳۹۱ شکل گرفت.
شرکت بورس انرژی ایران (سهامی عام) هفدهم تیر ماه ۱۳۹۱ در اداره ثبت شرکت‌های تهران به ثبت رسید و متعاقباً از تاریخ ۱۹ اسفند همان سال شروع به بهره‌برداری کرد.
بورس انرژی ایران از تاریخ ۱۸ خرداد ۱۳۹۹ در بازار دوم بورس تهران درج شده و با نماد «انرژی» معامله می‌شود.

## مدیریت
مدیر عامل این شرکت هم‌اکنون محمدنظیفی است.

## موضوع فعالیت
موضوع فعالیت شرکت طبق ماده ۳ اساسنامه، انجام معاملات نقدی، سلف موازی استاندارد، قراردادهای آتی و اختیار معامله، راه اندازی این بازار جهت پاسخ گویی به نیازهایی همچون خرید و فروش منابع انرژی، تأمین مالی برای تولیدکنندگان، تأمین مالی برای توزیع کنندگان و مصرف‌کنندگان، کشف قیمت روزانه حامل‌های انرژی، پوشش ریسک، شفافیت معاملاتی، تسهیل در تبادلات منابع انرژی و کاهش هزینه‌های معاملاتی در بخش مبادلات انرژی می‌باشد.
فعالیت اصلی شرکت عبارت است از:
1. تشکیل سازماندهی و اداره بورس انرژی به صورت متشکل، سازمان یافته و خودانتظام به منظور انجام معاملات کالاهای پذیرفته شده توسط اشخاص ایرانی و غیرایرانی مطابق قانون و مقررات.
2. پذیرش کالاها و اوراق بهادار مبتنی بر آن مطابق قانون و مقررات.
3. تعیین شرایط عضویت برای گروه‌های مختلف از اعضا پذیرش متقاضیان عضویت، وضع و اجرای ضوابط حرفه‌ای و انضباطی برای اعضا، تعیین وظایف و مسولیت‌های اعضا نظارت بر فعالیت آنها و تنظیم روابط بین آنها مطابق قانون و مقررات.
4. فراهم آوردن شرایط لازم برای دسترسی منصفانه اعضا به منظور انجام معاملات کالاها و اوراق بهادار مبتنی بر کالای پذیرفته شده مطابق قانون و مقررات.
5. همکاری و هماهنگی با نهادهای مالی، شرکت‌ها، ارگان‌ها و سازمان‌هایی که بخشی از وظایف مربوط به داد و ستد کالاهای پذیرفته شده یا انتشار و پردازش اطلاعات مرتبط با بورس انرژی را به عهده دارند از جمله شرکت‌های سپرده‌ گذاری مرکزی اوراق بهادار و تسویه وجوه.
6. تبادل به موقع اطلاعات بین شرکت و سایر نهادهای متولی بازار فیزیکی انرژی از جمله مدیریت شبکه برق ایران، شرکت ملی نفت ایران و شرکت ملی گاز ایران در چارچوب مقررات مصوب سازمان.
7. انجام تحقیقات، آموزش و فرهنگ سازی مرتبط با فعالیت بورس انرژی ایران برای تسهیل، بهبود و گسترش داد و ستد در بورس انرژی ایران
8. همکاری با بورس‌های دیگر در ایران و خارج از ایران به منظور تبادل اطلاعات و تجریبات، یکسان‌سازی مقررات و استانداردها، جهت تسهیل انجام مبادلات برون مرزی
9. نظارت بر حسن انجام معاملات کالاهای پذیرفته شده و اوراق بهادار مبتنی بر کالاهای پذیرفته شده در بورس انرژی

## مزایای پذیرش و معامله در بورس انرژی ایران
- معافیت مالیاتی
- امکان بازاریابی و عرضه محصولات در رینگ داخلی و بین‌الملل از طریق شبکه کارگزاران عضو و سامانه‌های معاملاتی بورس انرژی
- امکان تأمین کالاهای مورد نیاز از طریق سازوکار شفاف و منصفانه بورس انرژی
- امکان تأمین مالی و پوشش ریسک عرضه‌کنندگان از طریق ابزارهای مالی موجود در بورس انرژی
- امکان پوشش ریسک و تأمین کالاهای مورد نیاز مصرف‌کنندگان برای دوره‌های زمانی مختلف
- کاهش هزینه‌های معاملاتی برای مشتریان در مقایسه با معامله در خارج از بورس (شامل هزینه‌های عقد قرارداد، بازاریابی و …)
- کاهش ریسک‌های معاملاتی از جمله ریسک عدم ایفای تعهدات طرفین و …
- وجود قراردادهای استاندارد و مشخص همچنین تضمین استاندارد بودن و کیفیت کالاهای مورد معامله در بورس
- برخورداری از چارچوب مقرراتی جامع در حوزه پذیرش، معاملات، ثبت و سپرده‌ گذاری و تسویه پایاپای کالاها و اوراق بهادار مبتنی بر کالا